# Shab Giuba
Lo Shab Giuba è un enorme estuario situato in Somalia, formato dalla confluenza dei fiumi Giuba e Uebi Scebeli. La lunghezza di tale estuario è di circa 172,5 km.

## Geografia
Lo sbocco nell'Oceano Indiano si distingue per l'alta profondità e per la debolissima corrente. In estate si presenta quasi secco ed in autunno può dar luogo a piene imponenti, scaricando nell'oceano 10000 m³/s, e rendendo pericoloso il rigetto del mare che non riesce a trattenere l'enorme massa d'acqua. Quando c'è l'alta marea ed è in piena, l'estuario si alza fino a coprire le terre a 2 km di distanza; perciò la maggior parte della zona circostante all'alveo è inabitata.

## Inquinamento
L'estuario è fortemente inquinato per via delle fognature che vi scaricano acqua non depurata. Inoltre è strapieno di detriti e di rifiuti civili ed industriali, che ne fanno il fiume più inquinato d'Africa.